# 8-Bit Rebellion!
8-Bit Rebellion! là một trò chơi điện tử nhập vai trực tuyến nhiều người chơi, và một người chơi, được phát hành dựa trên nhóm nhạc rock người Mỹ Linkin Park cho hệ iOS.

## Lối chơi
Trò chơi tạo ra một bối cảnh trong đó người chơi cần đánh bại PixxelKorp, một "đế quốc HD tàn ác đã chiếm lấy thế giới 8-bit". Người chơi thực hiện nhiệm vụ qua nhiều tầng gọi là "dicts", mỗi tầng dựa trên một thành viên torng ban nhạc. Trò chơi có sự xuất hiện của hình ảnh quảng bá cho Linkin Park, bao gồm áp phích trên tường, tranh vẽ bởi chính Mike Shinoda, và tất cả sáu thành viên ban nhạc được vẽ thành các nhân vật mang phong cách 8-bit.

## Nhạc nền
Mỗi tầng chứa một bản 8-bit một bản gốc của các bài hát của Linkin Park. Sau khí phá đảo trò chơi và ngăn chặn PixxelKorp, người chơi mở khóa một bài hát chưa được phát hành trước đây, có tên "Blackbirds" cùng với 1 video.